# Трат (аеропорт)
Трат (тай. ท่าอากาศยานตราด) — невеликий аеропорт в 35 км від однойменного міста в ампхе Кхаосамінг.
Аеропорт побудовано та експлуатуються фірмою Bangkok Airways для зв'язку Трата з Бангкоком поряд з шосе Сукхумвіт. Аеропорт побудований в 2003 році, має одну злітно-посадкову смугу і відкритий термінал.
Політ на літаку до Бангкока займає близько 45 хвилин.